# Йорк-хаус на Стрэнде
Йорк-хаус на Стрэнде (ранее — Норвичский дворец (англ. Norwich Palace), Норвич-плейс («Норвичское местечко») (англ. Norwich Place)) — комплекс строений и особняк для высших представителей духовных и светских властей Англии, ранее стоявший на центральной улице Лондона Стрэнд в ряду
подобных зданий. К настоящему времени сохранились только Водные ворота.

## История

### Норвич-плейс
Здание, выходившее фасадом на реку Темза, принадлежало церковным властям. В нём была лондонская резиденция Норвичского епископата — Норвич-Инн. Первое упоминание Норвич-Инна, как об уже существующем объекте, относится к первой половине XIII в. — в 1237 году епископу было выдано предписание отремонтировать набережную. Уличный фасад был выстроен довольно рано, как можно предполагать из отчёта 1437 года об имуществе католического епископа Норвича Уильяма Олнвика (англ. William Alnwick), владевшего пятью постройками в дополнение к его «хосписиуму» в Вестминстере. Эти пять построек в дальнейшем стали основой того, что получило
название «Норвич-Рентс» (англ. Norwich Rents) — норвичские дома, сдаваемые в аренду.
Как и его сосед, Дарем-хаус, Норвич-плейс иногда использовался лицами, приближенными ко Двору, даже когда он все еще находился в церковном владении. Это подтверждают письма герцога Норфолкского и сэра Томаса Одли, датированные 1532 годом, а в октябре 1534 года герцог Ричмонд указал Норвич-плейс в качестве своего адреса.
На территории размещались пять жилых домов, с XV века сдаваемые внаём; в 1520 году они были перестроены и получилось семь единиц, которые, вкупе со свободной землёй и Дурхэм-плейс были сданы Роберту Хейлу и его жене Алисе, а на дополнительном участке построили 12 новых домов. Эти 19 зданий и стали называться «Норвич-Рентс». В одном из этих зданий в 1529—1530 гг. печатник Роберт Вайер установил свой типографский станок. Первой датированной книгой стала работа католического священника Роберта Уитфорда «Золотое послание св. Бернарда», напечатанная в 1531 году.

### Саффолк-плейс
В 1536 году, в начале периода Тюдоровской секуляризации король Англии Генрих VIII Тюдор передал
Норвичский комплекс светскому владельцу — Чарльзу Брэндону, герцогу Саффолку, в обмен на дом герцога в Саутуарке, а епископ Норвича получил дом на улице Кэннон Роу в Вестминстере. У Брэндона уже была резиденция в Барбикане, поэтому в Норвич-плейсе он бывал только время от времени. Однако после этого участок со строениями называли также Саффолк-плейс или арендными домами Герцога Саффолка.
Через двадцать лет, в начале 1556 года наследники герцога передали Саффолк-плейс королеве Марии I, которая почти сразу же пожаловала его Николасу Хиту, архиепископу Йоркскому, согласно описанию «столичного поместья, обычно называемого Саффолк-плейс или Норвич-плейс, с принадлежностями и 50 помещениями, 10 коттеджами, 4 конюшнями и 7 садами в центре города». Епископ Йоркский по традиции был лордом-хранителем Большой печати Англии.

### Йорк-хаус
С тех пор «Саффолк-плейс» стал «Йорк-хаусом», но архиепископ, по-видимому, жил там только во времена правления Марии. В декабре 1558 года он передал Большую печать Николасу Бэкону (впоследствии сэру Николасу), который вступил во владение Йорк-хаусом, и в течение большей части следующих 70 лет дом сдавался в аренду сменявшим друг друга лордам-хранителям.
Комплекс зданий сохранил название «Йорк-хаус» до конца своего существования. Его соседями были Уэст-Саффолк-хаус (позже Нортумберленд-хаус), таунхаус графов Саффолк, ветви семьи Говардов, возглавляемой герцогами Норфолкскими, и в 1640-х годах проданный графу Нортумберлендскому; и Ист-Дарем-хаус, лондонская резиденция епископа Йоркского.
Сэр Николас Бэкон скончался в Йорк-хаусе в феврале 1579 года и «все свои интересы в Yorke-House» оставил своей жене. Его преемником на посту Лорда-Хранителя стал сэр Томас Бромли, однако прямых доказательств того, что он жил в Йорк-Хаусе по состоянию на 1937 год не найдено, хотя несколько его писем, находящихся в архиве государственных бумаг, отправлены из Чаринг-Кросса. Автор книги «Speculi Britanniae Pars» (1594) Джон Норден в предисловии пишет, что Её Высочество передала Йорк-хаус графу Эссексу.
2 декабря 1594 года Лорд-Хранитель сэр Джон Пакеринг в письме к Мэттью Хаттону сообщает о проживании в Йорк-Хаусе; Джон Пакеринг скончался в 1596 году и в доме затем год проживала его вдова; тем не менее во владение вступил следующий Лорд-Хранитель сэр Томас Эгертон, сообщавший в письме своему приятелю графу Эссексу, что имеет планы «проветриться на каникулах, и свой дом проветрить».
Граф Эссекс, отправленный с войском в мятежную Ирландию, вызвал своими действиями недовольство королевы Елизаветы I и после возвращения был допрошен 29.09.1599 комиссией Тайного совета, после чего был переведён в Йорк-хаус в качестве заключённого под наблюдение сэра Томаса Эгертона. Через несколько месяцев, 19.03.1600 он был отпущен в свой дом, Эссекс-хаус, но также на условиях домашнего ареста. В июне 1600 года Эссекс снова был доставлен в Йорк-хаус на слушания с участием судей, пэров, советников королевы и других особ, составивших следственную комиссию.
Томас Эгертон скончался в марте 1617 года, в это же время лордом-хранителем Большой печати стал Фрэнсис Бэкон, готовившийся летом 1617 переехать в Йорк-хаус, в котором он родился в 1561 году. 22 января 1621 года Бэкон устроил в Йорк-хаусе торжества по случаю своего 60-летия.
После заката своей политической карьеры, суда и приговора парламента Фрэнсис Бэкон, не будучи уже ни лордом-хранителем ни лордом-канцлером, ещё некоторое время оставался в Йорк-хаусе. На предложения герцога Бекингема и других лиц о продаже (или сдаче в долгосрочную аренду) особняка на Стренде им, он сначала отвечал отказом, но, встав перед выбором — номинально владеть Йорк-хаусом, но жить вне Лондона в своем поместье — согласно приговору парламента, или иметь доступ к королевскому двору и свободно приезжать и жить в Лондоне, в марте 1622 года отдал в аренду особняк и с супругой перехал в лондонское предместье Чизик.

#### Герцог Бекингем и наследники
Йорк-хаус, по замыслу герцога Бекингема, перешёл лорду-казначею Л. Кранфилду, графу Миддлсексу, но ненадолго — в апреле 1624 года ему предъявили обвинение в бесчестии, провели — не без участия Бекингема и принца Карла процедуру импичмента, после чего герцог Бекингем обосновался в Йорк-хаусе, который использовал как место приёмов и развлечений. Домом его до и после Йорк-хауса был Уоллингфорд-хаус.
16.05.1627 Бекингем устроил в Йорк-хаусе роскошный пир в честь королевской четы, а после него был показан спектакль-маска, где псы Клеветы, провоцируемые Завистью, нападали на Бекингема — к тому времени главного адмирала, но всех этих псов утихомирила Истина .
В Йорк-хаусе Бекингем размещал произведения искусства и предметы роскоши, которые скупал в разных странах сам, а также с помощью своих помощников и доверенных лиц. Например, коллекцию антиквариата в конце 1626 года он приобрёл у своего знакомого, знаменитого художника П. П. Рубенса, написавшего в 1625 году портрет Бекингема, когда тот находился в Париже, а также живописную работу «Прославление герцога Бекингема» и большой аллегорический портрет на лошади для украшения Йорк-хауса.
После кончины герцога составили опись произведений искусства, где значились статуи и бюсты из бронзы, мрамора и алебастра и 215 картин, среди которых 21 принадлежала кисти художников из семейства Бассано, 19 — Тициана, 17 — Тинторетто, 13 — Рубенса и 13 — Веронезе, восемь — Пальмы, четыре — Рафаэля, по три картины — Леонардо да Винчи, Джулио Романо, Антонио Корреджо и Гвидо Рени; были там и просто «древние драгоценные камни» — агаты и прочие, коих в описи указано 12 шкатулок.
В 1629—1630 гг. Рубенс находился в Англии с дипломатической миссией и посетил Йорк-хаус, где увидел в коллекции картины, статуи, ордена и драгоценные камни, некогда украшавшие его собственный дом и проданные Бекингему тремя годами ранее, с удовлетворением отметив, что они находятся в целости и сохранности благодаря надлежащей заботе вдовы герцога Кейт.
После ухода герцога из жизни Йорк-хаус продолжала занимать его вдова Катерина («Кейт»), когда-то бывшая «дорогой дочерью» Якова I; 28 июля 1631 года она написала госсекретарю Дадли Карлтону, 1-му виконту Дорчестера письмо с просьбой выплатить расположившемуся в Йорк-хаусе художнику Джентилески причитающиеся ему деньги от короля, чтобы «он мог покинуть Англию и отправиться в свою страну», а она могла бы «свободно распоряжаться Йорк-хаусом», поскольку из-за недостатка места вынуждена содержать семью в Челси. Карл I заплатил художнику 200 фунтов стерлингов, после чего тот в итоге съехал.
Художника Орацио Джентилески из Италии в Англию пригласил Бекингем в 1626 году; Орацио расписывал потолки в Йорк-хаусе и Гринвичском дворце, а также создал несколько полотен. Ему помогала его дочь Артемизия, которая и сама написала несколько картин; отца и дочь Джентилески высоко ценил Карл I.
В августе 1637 года дочь Бекингема Мэри, «малышка Молли» — в своё время любимица Якова I и королевского двора, родившаяся в 1622 году и оставшаяся вдовой в 12 лет, повторно вышла замуж за Джеймса Стюарта — двоюродного брата короля, 4-го герцога Леннокса и 1-го герцога Ричмонда; свадебный обед был сервирован в Йорк-хаусе, и на нём «блюд было больше, чем гостей».

#### Джордж, 2-й герцог Бекингемский
Вдовствующая герцогиня Катерина умерла в ноябре 1649 года, и Йорк-хаус перешел к ее сыну, Джорджу, 2-му герцогу Бекингемскому. Однако, поскольку последний считался «преступником», имущество оставалось под арестом. Во время Английской революции, в том же 1649 году, собрание Бекингема из Йорк-хауса было продано с аукциона и оказалось в различных музеях Европы и впоследствии Америки, среди которых Лувр, Лондонская национальная картинная галерея, Венский художественно-исторический музей.
У заинтересованных государственных лиц имелись сведения о картинах и других ценных вещах в Йорк-хаусе, но до 1649 года для передачи их Английской республике ничего сделано не было, между тем как немалая часть этого богатства была переправлена верным слугой сыну Бекингема в Антверпен; дом в том же году передали Главнокомандующему парламентской армией Томасу Ферфаксу в знак признания его заслуг, и в течение нескольких последующих лет 19 домов вдоль Стренда из комплекса Йорк-хауса были переданы в аренду различным собственникам.
Летом 1657 года сын Бекингема, уставший от изгнания, вернулся в Англию и начал ухаживать за единственной дочерью Ферфакса Мэри Фэрфакс; она уже была помолвлена с графом Честерфилдом, и оглашение их брака было зачитано в церкви Святого Мартина-в-Полях во второй раз, но Бекингем оказался настолько неотразимым, что в сентябре его свадьба с Мэри состоялась в Болтоне Перси в Йоркшире. Госсовет Английской республики приказал арестовать Бекингема, но Фэрфакс вступился за своего зятя, и Кромвель позволил ему жить в почетном заключении в Йорк-хаусе. Однако «неотразимый Джордж» нарушил условия своего домашнего заключения и был отправлен в Тауэр, откуда его освободили в феврале 1659 года под обещание не помогать врагам Английской республики.
Все поместья Бекингему вернули после восстановления монархии и вступления на трон Карла II, после чего он возобновил практику своего отца — жить в Уоллингфорд-хаусе, когда приезжал в город, а Йорк-хаус использовать только для торжественных случаев, как, например, в июне 1671 года, когда он был официально назначен ректором Кембриджского университета. Дом поочередно арендовали испанский, русский, датский, французский и португальский послы, но на ремонт приходилось тратить много средств, поэтому, даже несмотря на получаемую арендную плату 450 фунтов стерлингов в год, Бекингем 2-й решил продать или сдать в аренду землю и старую недвижимость под снос и последующую застройку, хотя и слыл самым богатым человеком в Англии (правда, постоянно был в долгах).
Избавиться от Йорк-хауса для Бекингема оказалось непростой задачей: из-за того, что земля была заложена на два или три года, сделки, которые привели к продаже Йорк-хауса и его сада для участков под застройку, были очень сложными. Сэр Филип Мэтьюз, Маттиас Боумен и сэр Энтони Дин, соответственно, судя по всему, приобрели самые крупные доли, но их покупки были совершены в виде отдельных участков, разбросанных по территории поместья, а не компактными блоками. Многие покупатели приобрели только один участок (или один дом, поскольку в некоторых случаях участки были застроены до их продажи). Ответственным за возведение большого количества домов был, скорее всего, Эдвард Кристиан. Улицы, по-видимому, заложены в 1674 году, а названия им даны в память фамилии и титула их бывшего владельца, Джорджа Вильерса, 1-го герцога Бекингемского (англ. George Villiers 1st Duke of Buckingham), откуда взяли все слова, кроме «1st», но включая предлог «of»; так, среди пяти улиц в честь Бекингема 1-го появилась и Ов-аллея (англ. Of Alley).
Первоначальные имена улиц с течением времени сохранились, за исключением Джордж-стрит, которая около 1852 года была переименована в Йорк-Билдингс, и Ов-аллеи, которая приблизительно с 1855 года называется Йорк-плейс. В центре была устроена террасная аллея с Йоркскими водяными воротами, и вплоть до конца девятнадцатого века при аренде или продаже домов в поместье всегда присутствовал пункт, предоставляющий право пользоваться как террасой, так и воротами.